# I colori della passione
I colori della passione è un film del 2011 diretto da Lech Majewski con Rutger Hauer, Charlotte Rampling e Michael York.

## Trama
Il film narra la storia di alcuni dei 500 personaggi dipinti nel quadro Salita al Calvario del pittore olandese Pieter Bruegel il Vecchio. Il tema della sofferenza del Cristo è ambientato al tempo delle repressioni religiose nelle Fiandre, nel 1564.

## Produzione
Ispirato al dipinto del 1564 Salita al Calvario del pittore olandese Pieter Bruegel il Vecchio e basato sul libro di Michael Francis Gibson The Mill and the Cross, il film è una coproduzione polacco-svedese. Le riprese sono iniziate nell'agosto del 2009.

## Distribuzione
È stato presentato al Sundance Film Festival il 23 gennaio 2011.

## Genesi dell'opera
Come ha dichiarato in un'intervista con Gherardo Vitali Rosati, Lech Majeski ha vissuto con grande entusiasmo la scoperta di Bruegel, guidata dallo storico dell'arte Michael Francis Gibson. Il regista ritiene Bruegel "il più grande filosofo fra i pittori" e le sue opere gli ricordano i film di Fellini.
Riprendendo Gibson, Majewski afferma che "sarebbe impossibile trovare altrettante storie da raccontare in un dipinto del Novecento": di qui la voglia di tornare ai "Giganti" del passato. Non a caso, il suo progetto successivo è stato un film sulla Divina commedia di Dante Alighieri.